# 670 Ottegebe
670 Ottegebe este un asteroid din centura principală, descoperit pe 20 august 1908, de August Kopff.